# Kvällstoppen
Kvällstoppen var ett program i Sveriges Radio som varje vecka listade de mest sålda skivorna i Sverige. 

## Historik
Programmet startade den 10 juli 1962 och upphörde tisdagen den 19 augusti 1975, då sista programmet sändes. Första listettan var I Can't Stop Loving You med Ray Charles. Den sista listettan var LP-samlingen Greatest Hits med Cat Stevens. Sverigetopplistan, som startade kort efter att Kvällstoppen lagts ner, är dagens motsvarighet.
Kvällstoppen listade de 20 mest sålda skivorna (enligt statistik från utvalda skivbutiker) varje tisdag i Sveriges Radio P3. Både album och singlar samsades i samma lista, men i slutet av 1960-talet upprättades en LP-lista där de fem mest sålda LP-skivorna listades, vilket reducerade den ordinarie listan till 15 placeringar. Denna lista redovisades fram till september 1970 då man tog tillbaka det gamla systemet med 20 listade skivor. Från och med 1974 redovisades endast placering 1–10 i storleksordning, medan placering 11–20 redovisades slumpvis.
Under 1960-talet var det ett litet urval av 30–40 skivbutiker som redovisade sin försäljning i programmet, vilket kan ha lett till missvisande resultat, men fler butiker tillkom successivt. Under 1960-talet hade en skiva som tog sig in på plats 20 på listan sålt omkring 2 000 – 3 000 exemplar. Vissa låtar som var stora hits utanför Sverige, till exempel The Doors "Light My Fire" eller The Shangri-Las "Leader of the Pack" låg inte på listan över huvud taget. Under 1960-talet var vinylsinglar det dominerande formatet, medan LP-album dominerade på 1970-talet.
Låtar som gick in på Kvällstoppen, särskilt av artister och grupper från Storbritannien och USA, låg ofta även på Tio i topp-listan. 
Det sista programmet sändes den 19 augusti 1975. I detta program redovisades Kvällstopparnas Kvällstopp. Av den då aktuella listan presenterades endast topp 10. Listan presenterades i fortsättningen av programmet Skivspegeln och då endast topp 10. Sista listan av kvällstoppstyp i Skivspegeln presenterades den 18 februari 1977.

## Signaturmelodi
Kvällstoppens signaturmelodi var från 1962 och fram till 1975 en och samma: The Stripper med David Rose's Orchestra.

## Programledare
Den förste programledaren var Klas Burling som följdes av Rune Hallberg, och senare av bland andra Kicki Engerstedt. Kersti Adams-Ray ledde programmet under många år..